# Foster Lane

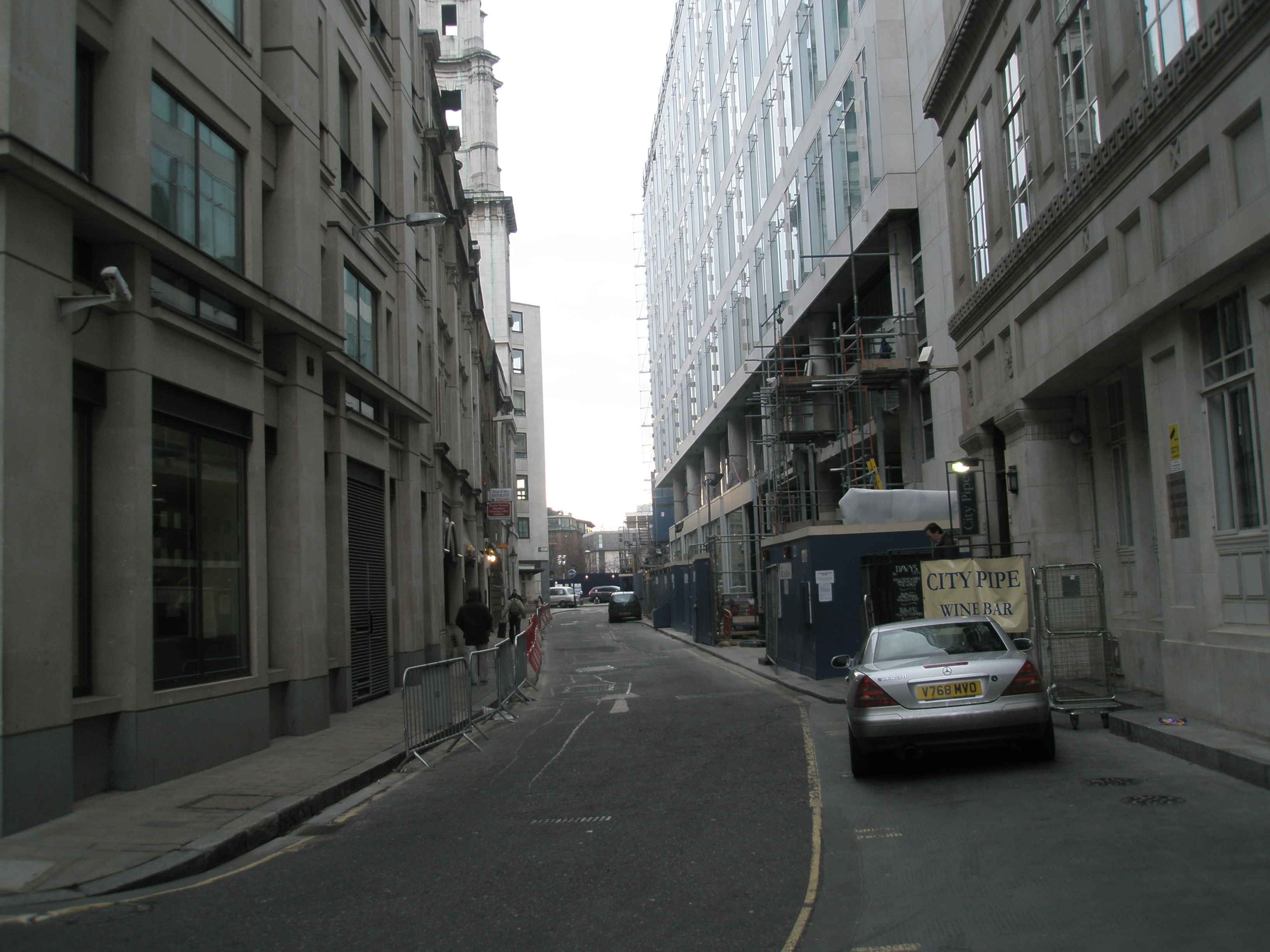
Foster Lane, Cidade de Londres

Foster Lane é uma rua curta no ward de Cheap, na cidade de Londres. Ela está situada a nordeste da Catedral de São Paulo e segue para o sul da rua Gresham até Cheapside.
"Foster" é uma corruptela de 'São Vedasto', a quem uma igreja no lado leste da estrada é dedicada. Outra igreja em Foster Lane — dedicada a São Leonardo — foi destruída no grande incêndio de Londres e não reconstruída. Esta igreja estava conectada com a liberty de St. Martin's Le Grand, a leste.
Goldsmiths' Hall, o salão de libré da Venerável Companhia de Ourives, uma das Doze Grandes Companhias de Libré da cidade, está situada na esquina nordeste. Como grande parte desta área, sofreu danos durante a Segunda Guerra Mundial. Apesar de ser relativamente curta em comprimento, Foster Lane também é o local de vários bares e restaurantes e uma pequena pista (Carey Lane) na metade do caminho que segue para o leste até a Gutter Lane.
A estação de metrô mais próxima é a de St. Paul's e as principais estações ferroviárias mais próximas são City Thameslink e Cannon Street.